# Fritz Stuchlik
Fritz Stuchlik (Wenen, 11 februari 1966) is een Oostenrijks voormalig voetbalscheidsrechter. Hij was in dienst van FIFA en UEFA tussen 1994 en 2009. Ook leidde hij tussen 1992 en 2009 wedstrijden in de Bundesliga.
Op 3 september 1997 debuteerde Stuchlik in Europees verband tijdens een wedstrijd tussen Rangers en RC Strasbourg in de voorronde van de UEFA Cup; het eindigde in 1–2 en Stuchlik toonde twee gele kaarten en één rode. Zijn eerste interland floot hij op 27 maart 1996, toen België met 0–2 verloor van Frankrijk. De Oostenrijker deelde twee gele kaarten uit.

## Interlands
| Datum            | Plaats                 | Wedstrijd                    | Uitslag | Competitie           | Kreeg geel | Kreeg voor de tweede keer geel en dus rood | Weggestuurd |
| ---------------- | ---------------------- | ---------------------------- | ------- | -------------------- | ---------- | ------------------------------------------ | ----------- |
| 27 maart 1996    | Brussel, België        | België – Frankrijk           | 0 – 2   | Vriendschappelijk    | 2          | 0                                          | 0           |
| 9 november 1996  | Tirana, Albanië        | Albanië – Armenië            | 1 – 1   | WK 1998 kwalificatie | 2          | 0                                          | 0           |
| 5 juni 1998      | Mannheim, Duitsland    | Duitsland – Luxemburg        | 7 – 0   | Vriendschappelijk    | 1          | 0                                          | 0           |
| 10 oktober 1998  | Eindhoven, Nederland   | Nederland – Peru             | 2 – 0   | Vriendschappelijk    | 1          | 0                                          | 0           |
| 28 mei 2000      | Drnovice, Tsjechië     | Tsjechië – Zwitserland       | 3 – 0   | Vriendschappelijk    | 0          | 0                                          | 0           |
| 8 september 1999 | Tallinn, Estland       | Estland – Schotland          | 0 – 0   | EK 2000 kwalificatie | 1          | 0                                          | 0           |
| 28 mei 2000      | Zagreb, Kroatië        | Kroatië – Frankrijk          | 0 – 2   | Vriendschappelijk    | 2          | 0                                          | 0           |
| 7 oktober 2000   | Chisinau, Moldavië     | Moldavië – Slowakije         | 0 – 1   | WK 2002 kwalificatie | 3          | 0                                          | 0           |
| 15 november 2000 | Kopenhagen, Denemarken | Denemarken – Duitsland       | 2 – 1   | Vriendschappelijk    | 3          | 0                                          | 0           |
| 5 september 2001 | Oslo, Noorwegen        | Noorwegen – Wales            | 3 – 2   | WK 2002 kwalificatie | 4          | 1                                          | 0           |
| 8 mei 2002       | Pécs, Hongarije        | Hongarije – Kroatië          | 0 – 2   | Vriendschappelijk    | 2          | 0                                          | 0           |
| 21 augustus 2002 | Oslo, Noorwegen        | Noorwegen – Nederland        | 0 – 1   | Vriendschappelijk    | 0          | 0                                          | 0           |
| 2 april 2003     | Kaunas, Litouwen       | Litouwen – Schotland         | 1 – 0   | EK 2004 kwalificatie | 3          | 0                                          | 0           |
| 11 oktober 2003  | Cardiff, Wales         | Wales – Servië en Montenegro | 2 – 3   | EK 2004 kwalificatie | 6          | 0                                          | 0           |
| 5 juni 2004      | Kopenhagen, Denemarken | Denemarken – Kroatië         | 1 – 2   | Vriendschappelijk    | 2          | 0                                          | 0           |
| 13 oktober 2004  | Almaty, Kazachstan     | Kazachstan – Albanië         | 0 – 1   | WK 2006 kwalificatie | 4          | 0                                          | 0           |
| 24 mei 2006      | Genk, België           | België – Turkije             | 3 – 3   | Vriendschappelijk    | 7          | 0                                          | 0           |
| 7 september 2007 | Wenen, Oostenrijk      | Zwitserland – Chili          | 2 – 1   | Vriendschappelijk    | 2          | 0                                          | 0           |
| 17 oktober 2007  | Tirana, Albanië        | Albanië – Bulgarije          | 1 – 1   | EK 2008 kwalificatie | 5          | 0                                          | 0           |
| 26 maart 2008    | Elche, Spanje          | Spanje – Italië              | 1 – 0   | Vriendschappelijk    | 5          | 0                                          | 0           |